# Dinossauro Excelentíssimo
Dinossauro Excelentíssimo  é uma fábula satírica de José Cardoso Pires que retrata a vida de Salazar, a sua ditadura e o Portugal do Estado Novo num tom bastante irónico e amargurado. Carlos Reis designa a fábula de "relato violentamente satírico sobre a figura de Salazar" (verbete José Cardoso Pires, in Biblos, vol. 2, 213).
O livro foi editado pela primeira vez em 1972 pela Editora Arcádia, com ilustrações e capa de João Abel Manta. Embora datado de "Natal de 69 e Março de 71", o autor afirmou em entrevista a Artur Portela Filho tê-la escrito em 1970. Nesta época José Cardoso Pires encontrava-se em Londres no King's College de Londres a leccionar Literatura Portuguesa e Brasileira. Mais tarde passou a estar incluído nas colectâneas de contos O Burro-em-Pé (1979) e A República dos Corvos (1988).
Na referida entrevista, José Cardoso Pires descreve as circunstâncias que permitiram a publicação do livro e lhe deram notoriedade: numa discussão na Assembleia Nacional sobre a liberdade de imprensa, um deputado ultrafascista, Casal Ribeiro, em discussão com Miller Guerra, quis demonstrar a existência de liberdade dando como exemplo a publicação de Dinossauro Excelentíssimo. Depois disso já não seria possível à censura retirar o livro das livrarias nem a PIDE poderia perseguir o seu autor.
Dinossauro Excelentíssimo insere-se na linha satírica de O Hissope, de António Dinis da Cruz e Silva, e Aventuras de João Sem Medo, de José Gomes Ferreira.

## Resumo
O livro é a história "de certo Reino onde nos velhos outrora vivia um imperador astuto, diabo e ladrão" de quem "não se sabe se afinal ele era homem, se era estátua ou apenas descrição". O percurso deste imperador (origens, formação na "cidade dos Doutores") reproduz a biografia de Salazar (origem modesta, formação em Coimbra). O reino do Dinossauro é o Reino do Mexilhão, onde vivem os mexilhões, que tudo aguentam, governados pelos Dê-Erres, cujo domínio da palavra lhes deu o poder. Segue-se a descrição do governo do Dinossauro, da mentira como forma de governar e finalmente do seu acidente até a morte, retrato irónico dos últimos anos de Salazar quando, após sofrer a queda que o afastaria das suas funções políticas, julgava ainda governar em sessões ficcionadas do conselho de ministros.